# Razlagova ulica (Maribor)

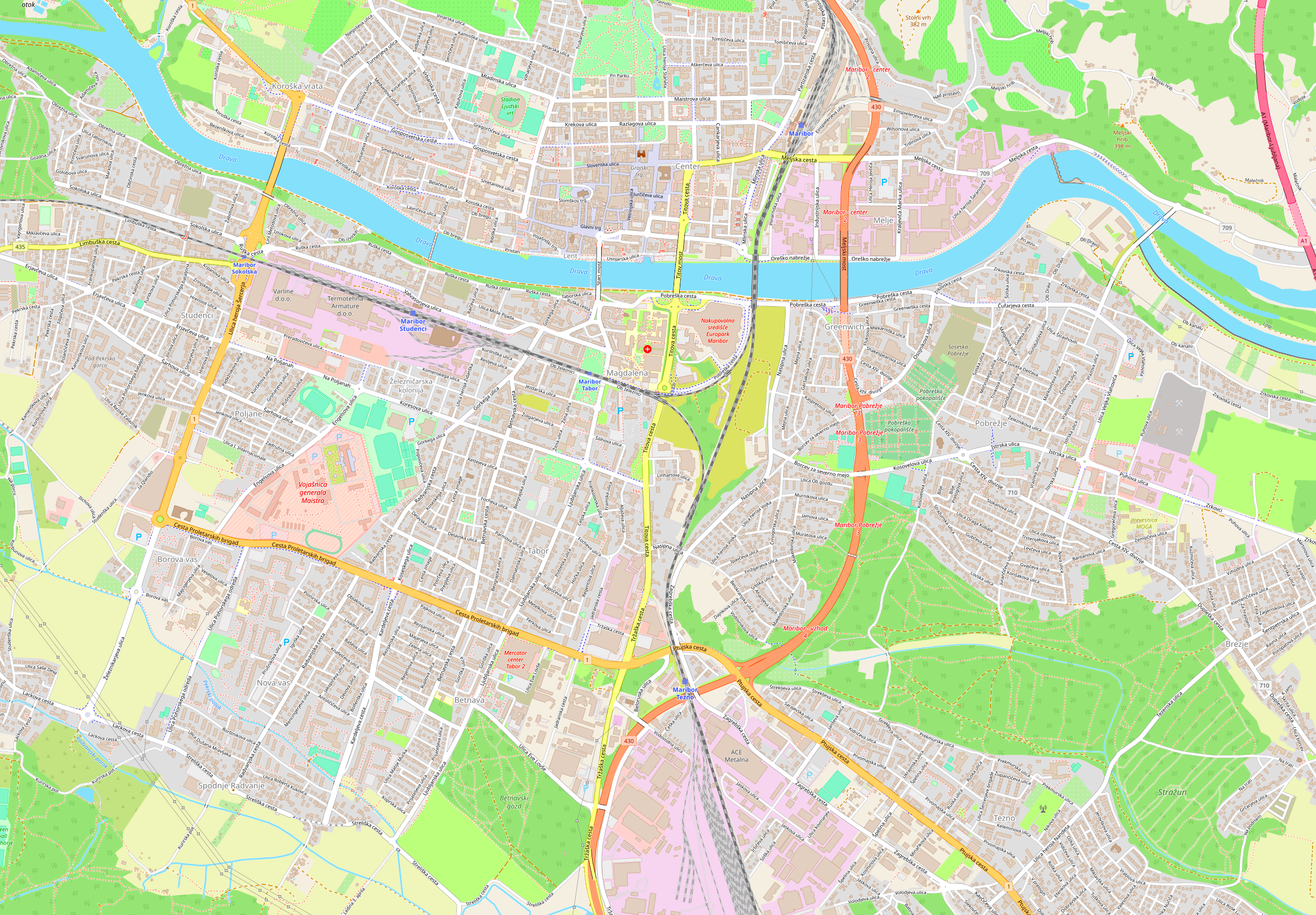

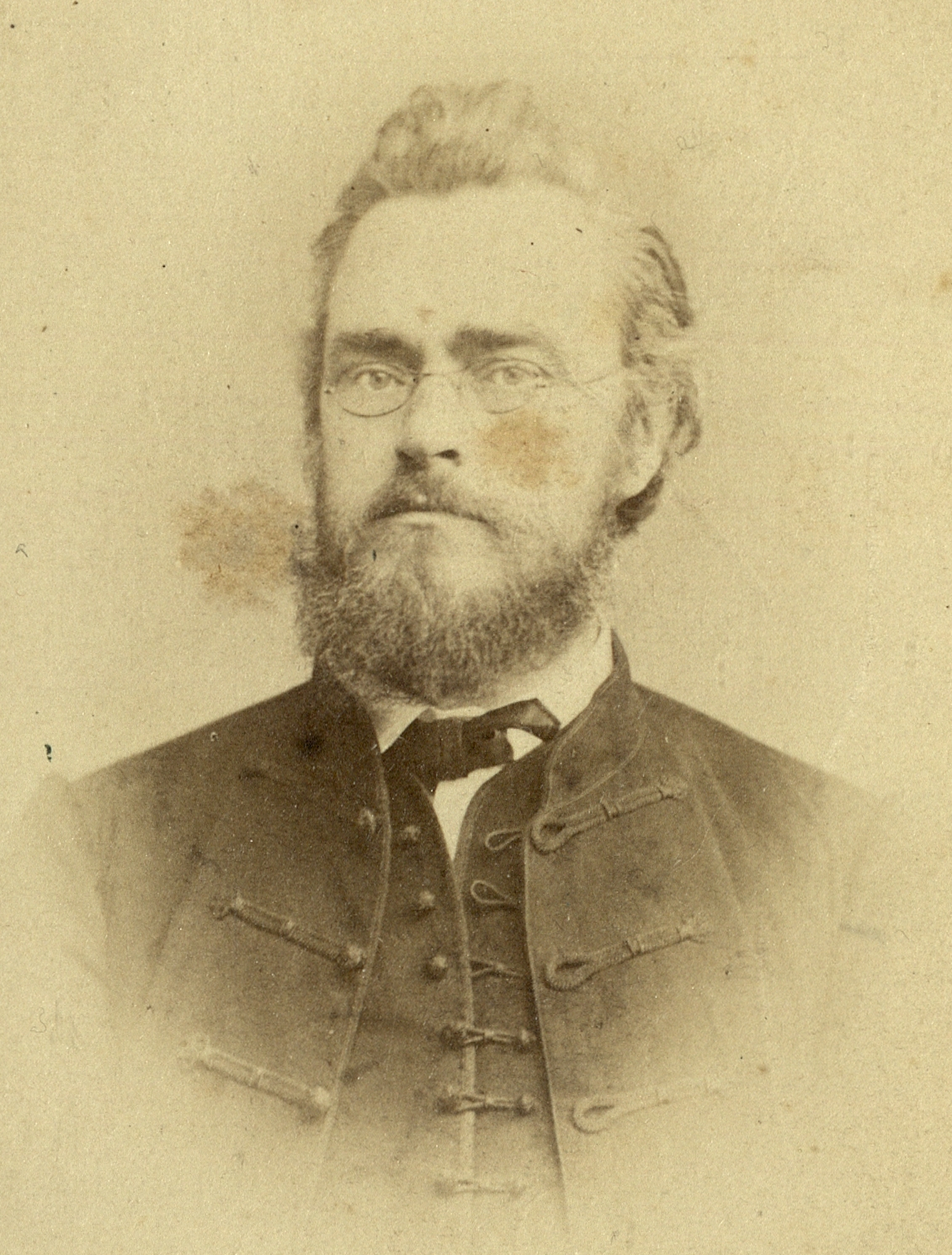
Radoslav Razlag

Razlagova ulica (Razlag-Gasse) ist der Name einer Straße im Bezirk Center der Stadtgemeinde Maribor, Slowenien. Sie ist benannt nach dem slowenischen Schriftsteller, Dichter und Politiker Radoslav Razlag (1826 bis 1880).

## Geschichte
Die Straße wurde in der zweiten Hälfte des 19. Jahrhunderts als Elisabeth-Straße neu angelegt.
1919 und nach 1945 erhielt die Straße ihren heutigen Namen. In der Zeit der deutschen Besatzung von 1941 bis 1945 wurde sie erneut Elisabeth-Straße genannt.

## Lage
Die Straße beginnt am östlichen Endes der Krekova ulica – Kreuzung Ulica heroja Tomšiča/Grajska ulica – und verläuft, parallel zur nördlich gelegenen Maistrova ulica, nach Osten bis zur südwestlichen Ecke des Boris-Kidrič-Platzes.

## Abzweigende Straßen
Die Straße berührt folgende Straßen und Orte (von Westen nach Osten): Trg generala Maistra, Ulica heroja Staneta, Prešernova ulica und  Cankarjeva ulica.